# Jan De Bie (Bischof)
Jan De Bie (* 19. April 1937 in Olen) ist emeritierter Weihbischof in Mecheln-Brüssel.

## Leben
Jan De Bie empfing am 8. Juli 1961 die Priesterweihe.
Papst Johannes Paul II. ernannte ihn am 13. März 1987 zum Weihbischof in Mecheln-Brüssel und zum Titularbischof von Uppenna. Der Erzbischof von Mecheln-Brüssel, Godfried Kardinal Danneels, spendete ihm am 19. April desselben Jahres die Bischofsweihe; Mitkonsekratoren waren José Floriberto Cornelis OSB, Erzbischof ad personam und Altbischof von Alagoinhas, Albert Jean Charles Ghislain Houssiau, Bischof von Lüttich, Paul Lanneau, Weihbischof in Mecheln-Brüssel, sowie Paul Van den Berghe, Bischof von Antwerpen.
Von seinem Amt trat er am 3. März 2001 zurück.